# Jenifer Benítez
Jenifer del Carmen Benítez Benítez (* 18. Oktober 1988 in Las Palmas de Gran Canaria) ist eine spanische Wasserspringerin. Sie startet für den Verein CN Salinas im Kunstspringen vom 1-m- und 3-m-Brett und im 3-m-Synchronspringen.
Benítez bestritt ihre ersten internationalen Titelkämpfe bei der Junioren-Europameisterschaft 2006, bei der sie als bestes Resultat vom 3-m-Brett Rang sechs errang. Zwei Jahre später debütierte sie bei der Europameisterschaft in Eindhoven im Erwachsenenbereich. Vom 3-m-Brett erreichte sie im Einzel- und mit Leyre Eizaguirre im Synchronwettbewerb jeweils das Finale, wo sie die Ränge neun und sechs belegte. Im gleichen Jahr qualifizierte sie sich beim Weltcup in Peking für die Olympischen Spiele an gleicher Stelle. Sie startete im Einzel vom 3-m-Brett, erreichte aber im Vorkampf nur den 30. und letzten Platz. Im Jahr 2011 bestritt Benítez in Shanghai ihre erste Weltmeisterschaft, schied dort jedoch in beiden Einzel- und im Synchronwettbewerb jeweils nach dem Vorkampf aus.